# Weltmeisterschaften im Trampolinturnen 1974
Die 8. Turn-Weltmeisterschaften im Trampolinturnen fanden 1974 in Johannesburg, Südafrika statt.

## Ergebnisse

### Männer Einzel
| Rang | Land               | Turner        |
| ---- | ------------------ | ------------- |
|      | Frankreich         | Richard Tison |
|      | Vereinigte Staaten | Stormy Eaton  |
|      | Australien         | Peter Hurle   |

### Synchron Männer
| Rang | Land               | Turner                           |
| ---- | ------------------ | -------------------------------- |
|      | Vereinigte Staaten | Robert Neely Jim Cartledge       |
|      | Deutschland        | Robert Schwebel Werner Friedrich |
|      | Südafrika          | Derick Lotz Stephen Peter        |

### Damen Einzel
| Rank | Land               | Turnerin            |
| ---- | ------------------ | ------------------- |
|      | Vereinigte Staaten | Alexandra Nicholson |
|      | Vereinigte Staaten | Marilyn Stieg       |
|      | Südafrika          | Jennifer Liebenburg |

### Synchron Damen
| Rang | Land               | Turner                              |
| ---- | ------------------ | ----------------------------------- |
|      | Deutschland        | Ute Scheile Petra Wenzel            |
|      | Vereinigte Staaten | Marilyn Stieg Julie Johnson         |
|      | Südafrika          | Jennifer Liebenburg Stephanie Smith |

### Medaillenspiegel
| Rang | Nation             | Gold | Silber | Bronze | Gesamt |
| ---- | ------------------ | ---- | ------ | ------ | ------ |
| 1    | Vereinigte Staaten | 2    | 3      | -      | 5      |
| 2    | Deutschland        | 1    | 1      | -      | 2      |
| 3    | Frankreich         | 1    | -      | -      | 1      |
| 4    | Südafrika          | -    | -      | 3      | 3      |
| 5    | Australien         | -    | -      | 1      | 1      |